# Gália Cisalpina

Gália Cisalpina 391 a.C.-192 a.C.

A Gália Cisalpina ou Citerior (Gallia Cisalpina, "aquém dos Alpes", em latim), chamada também de Transpadana, era, segundo a geografia romana, o território compreendido entre os Apeninos e os Alpes, na planície do rio Pó - i.e., o norte da atual República Italiana.
A região foi ocupada pelos gauleses por volta de 400 a.C., através dos Alpes. Após saquearem Roma (390 a.C.), conquistaram a capital etrusca (Félsina) em 350 a.C. e renomearam-na Bonônia (Bolonha), fixando-se no vale do Pó.

## Ocupação romana

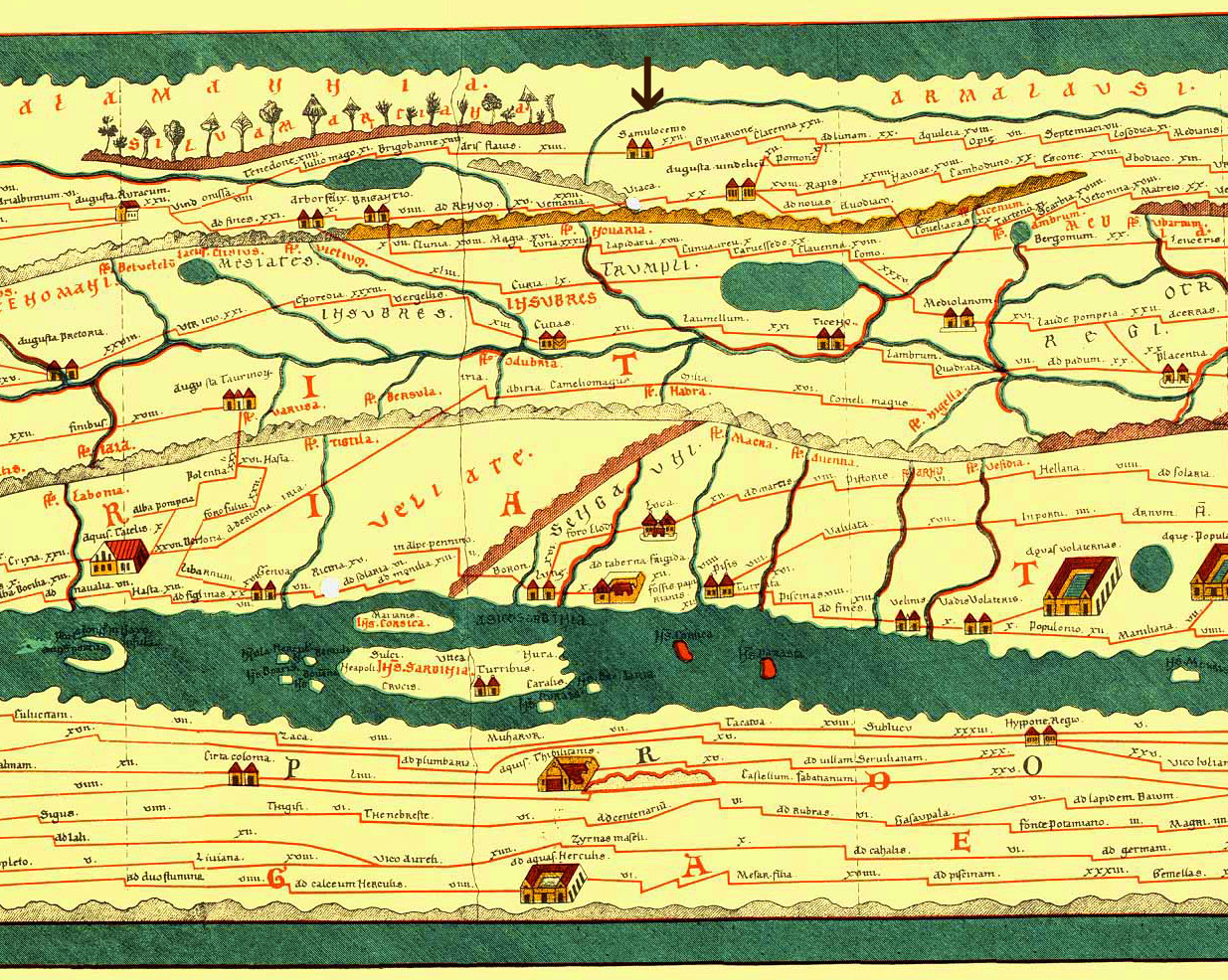
Detalhe da Tabula Peutingeriana com Rottenburg identificada como Samulocenia.

Confrontados com nova ameaça gaulesa, os romanos determinaram conquistar a Gália Cisalpina, numa campanha que se estendeu de 225 a.C. a 218 a.C.. O cônsul Caio Flamínio fundou, então, as colônias de Placência e Cremona, às margens do Pó, e construiu-se uma estrada militar em direção ao norte, a Via Flamínia.
Em 89 a.C., a região transpadana (além do rio Pó) recebeu direitos latinos, e os habitantes da região cispadana, a cidadania romana.
Atribui-se a Lúcio Cornélio Sula a organização da Gália Cisalpina como província, posteriormente incorporada à Itália em 42 a.C., por decisão de Octaviano.